# Юрій Луцький
Ю́рій Лу́цький (повне ім'я при народженні — Ю́рій Степа́н Не́стор Лу́цький, англ. George Stephen Nestor Luckyj; 11 червня 1919, Янчин, Перемишлянський повіт — 22 листопада 2001, Торонто, Канада) — український літературознавець, літературний критик, славіст, видавець, перекладач. Член Об'єднання українських письменників «Слово». Лавреат Премії Антоновичів (1998). Один із найплідніших дослідників творчості Пантелеймона Куліша на еміграції. 

## Життєпис

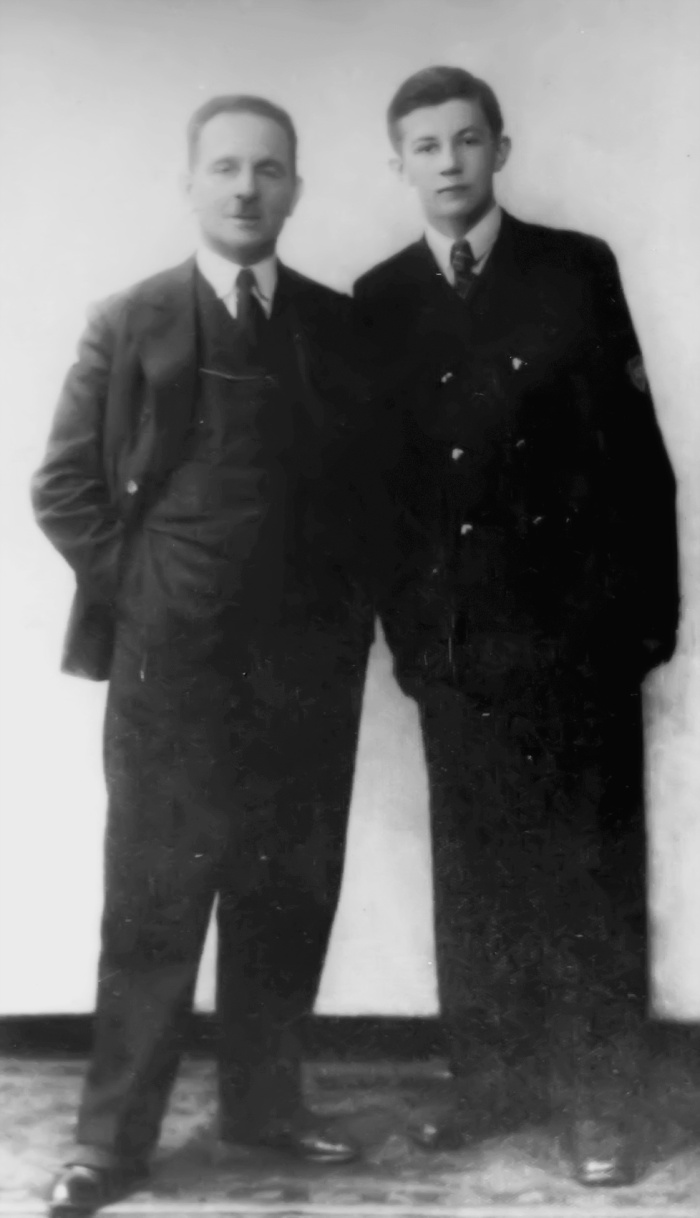
Юрій Луцький разом з батьком Остапом (1936 р.)

Народився 11 червня 1919 р. у с. Янчин (нині с. Іванівка, Перемишлянський район, Львівська область). Батько — український письменник-«молодомузівець», згодом член польських сейму (1928–1935) та сенату (1935—1939) Остап Луцький. Мати — Ірина (Орися; зі Смаль-Стоцьких), донька Степана Смаль-Стоцького та сестра Романа Смаль-Стоцького .
Навчався у Берлінському, Бірмінгемському (Велика Британія) та Колумбійському університетах.
Служив у англійській армії (1943–1947). Став солдатом їх Величності Короля Юрія VI. Після Другої світової війни, як чимало інших воєнних ветеранів, Юрій Луцький поселився в Канаді.
Докторську дисертацію захистив у Колумбійському університеті (1953). Темою докторської дисертації Юрія Луцького була совєтська літературна політика. Згодом він видав дисертацію книжкою («Literary Politics in the Soviet Ukraine, 1917—1934»). Через пару років в одній з центральних газет УРСР появилась нищівна критика цієї праці. Щойно тоді, розповідав з іронією Юрій Луцький, про неї заговорила також діаспорна преса: «Совєти критикують, значить це добра річ!» .
Викладав у Саскачеванському (1947–1949), Торонтському (від 1952 р.) університетах. Був професором на факультеті слов'янських мов і літератур Університету Торонто. Був головою Славістичного департаменту Торонтського університету (1956–1960). Директор Канадського інституту українських студій (КІУС) у 1976–1982 роках.

### Особисте життя
В Англії одружився з англійкою . У шлюбі народилося три доньки. Дружина Мойра стала його близьким співробітником (зокрема, у перекладах українських творів англійською).
Був непублічною людиною. Рідко виступав на заходах, мав невелике коло спілкування. До кінця життя підтримував зв'язок з друзями в Україні — за допомогою листів, телефонних розмов, зустрічей у своєму домі; до останніх днів цікавився тим, що діється в Україні, в українській літературі . 
Помер 22 листопада 2001 року.

## Творчий доробок
Автор 40 друкованих праць про українську літературу. Серед них: «Літературна політика на радянській Україні 1917—1934» (англ. Literary Politics in the Soviet Ukraine: 1917-1934) (1956), «Між Гоголем та Шевченком» (англ. Between Gogol and Shevchenko) (1971), Вивчення документів ВАПЛІТЕ (англ. Documentary Study of VAPLITE) (1957), «Пантелеймон Куліш»(1983), «Молода Україна: Кирило-Мефодіївське братство» (1990), «Українська література в 20 сторіччі» (1991). Також автор численних англомовних досліджень творчості українських письменників XX-го століття, ґрунтовної історії української літератури XX століття, англомовних українознавчих довідників та енциклопедій, журналу Canadian Slavonic Papers (1956—1961), перекладів, зокрема праці І. Дзюби «Інтернаціоналізм чи русифікація?».
Редактор «Ваплітянського збірника» (1977), книжок «Шевченко і критики» (1980), «Остап Луцький і сучасники» (1994), україномовного видання Української вільної академії наук (УВАН), зокрема «Самі про себе. Автобіографії видатних українців XIX століття».
Протягом багатьох років Юрій Луцький вивчав також спадщину Миколи Хвильового та його оточення. Наприкінці 1950-х років він разом з дружиною переклав оповідання Хвильового на англійську мову і знайшов видавця у США («Stories from the Ukraine» — «Оповідання з України»). Видання користувалося неабияким успіхом, хоча в той час Україна ще не була «модною» на Заході .
Серед останніх його праць, які вчений заповів опублікувати в Україні, великий і ґрунтовний діарій «Роки сподівань і втрат: Щоденникові записи 1986—1999 років» (2004), що своєрідно підсумовує життєвий шлях видатного інтелектуала. Перекладав твори І. Багряного, М. Хвильового, В. Підмогильного, Є. Сверстюка та інших. 

### Окремі видання
- Луцький Ю. Легкосиня даль: ваплітянський збірник. — Нью-Йорк: Пролог, 1963. − 149 с.
- Луцький Ю. Листування з Євгеном Сверстюком. — Торонто: Смолоскип, 1992. — 89 с.
- Луцький Ю. Літературна політика в радянській Україні 1917—1934. Перекл. з англ. — К.: Гелікон, 2000. — 242 с.
- Луцький Ю. Між Гоголем і Шевченком. / Вст. стаття М.Рябчука. — К.: Час, 1998. — 255 с.
- Луцький Ю. На перехресті: Спогади / Передм. В. Шевчука. Післямова О.Забужко. — Луцьк: Ініціал, 1999. — 159 с.
- Луцький Ю. На сторожі: Друга частина споминів / Ред. М.Рябчук. — К.: Критика, 2000. — 111 с.
- Луцький Ю. Роздуми над «ВАПЛІТЕ» // Сучасність. — 1993. - № 12. — С. 111—114.
- Луцький Ю. Роки сподівань і втрат. Щоденник, записи 1986—1999 рр. — Л.: ВНТЛ-Класика, 2004. — 515 с.
- Луцький Ю. У праці й суперечностях: Роздуми про П. Куліша // Слово і час. — 1994. — № 8. - С. 19-31.

### Переклади
- The Hunters and the Hunted, Ivan Bahrianyi (1954, 1956)
- Iwan Majstrenko's Borotbism: A Chapter in the History of Ukrainian Communism (1954)
- Elie Borschak's Hryhor Orlyk: France's Cossack General (1956)
- Dmytro Doroshenko's «Survey of Ukrainian Historiography» (1957)
- Mykola Khvyliovy's Stories from the Ukraine (1960)
- Hryhory Kostiuk's Stalinist Rule in the Ukraine: A Decade of Mass Terror (1960)
- George Y. Shevelov's Syntax of Modern Literary Ukrainian (1963)
- A Little Touch of Drama by Valerian Pidmohylny (1972)
- Panteleimon Kulish's Black Council (1973)
- Mykola Kulish's Sonata Pathètique (1975)
- Yevhen Sverstiuk's Clandestine Essays (1976)
- Mykhailo Kotsiubyns'ky's Shadows of Forgotten Ancestors (1981)
- Pavlo Zaitsev's Taras Shevchenko: A Life (1988)